# Андрей Скобіоала
Андрей Скобіоала (4 жовтня 1884, Мосени — 27 жовтня 1971, Бухарест) — учитель математики та депутатом у Сфатул Церій між 1917–1919 роками, а також у парламенті Румунії між 1928–1930 роками.

## Життєпис
Він навчався в нормальній школі в Байрансі та на фізико-математичному факультеті в Одесі, отримавши ліцензію в 1909 році. Під час Першої світової війни був мобілізований до війська, а точніше в 1917 році. Потрапив в російську частину на Румунському фронті. Крім роботи на фронті, він на початку 1917–1918 навчального року надіслав листа до Губернських земств, у якому пропонував залучити трансільванських і буковинських учителів із числа військовополонених і біженців, оскільки його турбувала ситуація з навчанням рідною мовою в Бессарабії, враховуючи невелику кількість бессарабських учителів. 18 лютого 1918 року він брав участь у відкритті Народного університету в Кишиневі, де також виступив з промовою.
Окрім політичної діяльності в деяких органах і установах Бессарабії та Румунії, у міжвоєнний період він також був учителем математики в Нормальній школі та Вищій військовій школі в Кишиневі, а також у Вищій школі Лазаря в Бухаресті (у 1940 р.). У 1941 році він повернувся до Кишинева, де працював до 1944 року також учителем у Нормальній школі, після чого назавжди переїхав до Бухареста, де вийшов на пенсію. Помер від серцевого нападу в 1971 році. Його поховали на кладовищі Каремідарі в Бухаресті (Південна площа).

## Політична діяльність
Перша політична (або військова) посада, яку він займав, була в Молдавському військовому комітеті, який він заснував наприкінці червня 1917 року в Яссах разом з Ґріґоре Казакліу, Васіле Цанцу та Ґеорґе I. Нестасе. У ньому він обіймав посаду президента. Діяльність комітету була дуже важливою, оскільки саме завдяки йому було створено молдовські військові комітети в усіх гарнізонах Молдови, де були російські частини з бессарабськими солдатами. Крім того, весь цей Комітет зробив великий внесок у підтримку дисципліни в румунській армії, намагаючись зупинити пропаганду заколоту румунських солдатів, а також завдяки тому, що вони втручалися в мітинги російських революціонерів, щоб зменшити напруженість.
Після зустрічей делегацій румунського фронту в Яссах 10, 11 і 12 жовтня 1917 року Андрей Скобіоала висувається кандидатом у Російські Установчі збори від партії молдавських есерів. Хоча вибори були перенесені, Скобіоала знову висувають на наступних виборах.
На засіданні військового з'їзду 20 жовтня 1917 року він вирішив стати частиною сепаратистської групи. Був обраний депутатом у Сфатул Церій від Молвиконкому на Румунському фронті. Він обіймав цей мандат між 21 листопада 1917 року та 18 лютого 1919 року. На засіданні 27 березня 1918 року він проголосував за унію з Румунією. Після її завершення він був депутатом від Національної селянської партії в період 1928–1930 років.